# Thekla Brun-Lie
Thekla Brun-Lie, född 2 september 1992, är en norsk skidskytt som debuterade i världscupen i februari 2015. Hennes första pallplats i världscupen kom när hon tillsammans med Lars Helge Birkeland vann singelmixstafetten den 2 december 2018 i Pokljuka i Slovenien.
Brun-Lie vann också guld i singelmixstafett tillsammans med Vetle Sjåstad Christiansen vid Europamästerskapen i skidskytte 2018. Hon är yngre syster till längdskidåkaren Celine Brun-Lie.